# Tegan Moss
Tegan Moss (* 7. Februar 1985 in Vancouver, British Columbia) ist eine kanadische Schauspielerin und Synchronsprecherin.

## Leben
Moss wurde am 7. Februar 1985 in Vancouver als Tochter der Drehbuchautorin Cathy Moss geboren. Sie hat zwei Brüder Rory und Jesse Moss, der ebenfalls Schauspieler ist. Sie ist eine Absolventin der Point Grey Secondary School. Seit dem 30. Juni 2013 ist sie mit Joshua Franken verheiratet, die beiden sind Eltern zweier Kinder.
Sie gab 1993 als Kinderdarstellerin im Film Kuck mal, wer da jetzt spricht ihr Schauspieldebüt. Anschließend folgten Besetzungen in verschiedenen Fernsehserien und Fernseh- und Spielfilmproduktionen. 2008 spielte sie im Katastrophenfernsehfilm Der Todes-Twister die Rolle der Lori Lawrence. Im Folgejahr war sie als Hauptdarstellerin in der Rolle der Tiffany Monaco im Film Dr. Dolittle 5 zu sehen. Ab den späten 2010er Jahre wirkte sie vor allem in Fernsehfilmen mit.
Seit Mitte der 1990er Jahre ist Moss ebenfalls als Synchronsprecherin zu hören. So lieh sie ihre Stimme 2000 im Film Casper – Verzauberte Weihnachten der Figur der Holly Jollimore. 2003 sprach sie in der Zeichentrickserie Gadget and the Gadgetinis in 52 Episoden die Figur der Penny.

## Filmografie (Auswahl)
- 1993: Kuck mal, wer da jetzt spricht (Look Who’s Talking Now)
- 1994: Kampf der Herzen – Eine Mutter beginnt ein neues Leben (Tears and Laughter: The Joan and Melissa Rivers Story, Fernsehfilm)
- 1994: Das Kind einer anderen (Someone Else's Child, Fernsehfilm)
- 1994: Betty und ihre Schwestern (Little Women)
- 1994; 1996: Akte X – Die unheimlichen Fälle des FBI (The X-Files, Fernsehserie, 2 Episoden, verschiedene Rollen)
- 1995: Trust in Me – Der Undercover Cop (Trust in Me)
- 1995: The Omen (Fernsehfilm)
- 1995: Grusel, Grauen, Gänsehaut (Are You Afraid of the Dark?, Fernsehserie, Episode 5x06)
- 1996: Mein liebster Feind (Big Bully)
- 1996: Fröhliche Weihnachten Mr. Präsident (The Angel of Pennsylvania Avenue, Fernsehfilm)
- 1997: The Puzzle Club Christmas Mystery (Kurzfilm)
- 1998: Courage – Der Mut einer Frau (The color of courage, Fernsehfilm)
- 1998–2001: You, Me and the Kids (Fernsehserie, 20 Episoden; verschiedene Rollen)
- 1999: Die Menschen aus dem Meer (Sea People, Fernsehfilm)
- 2000: Schuldig – Ein mörderischer Auftrag (The Guilty)
- 2000–2001: Fionas Website (So Weird, Fernsehserie, 4 Episoden)
- 2001: Die Cramp Twins – Die Zoff-Zwillinge (The Cramp Twins, Fernsehserie, Episode 1x02)
- 2002: Video Voyeur – Verbotene Blicke (Video Voyeur, Fernsehfilm)
- 2003: 12 Mile Road – Straße des Herzens (Twelve Mile Road, Fernsehfilm)
- 2003–2004: Dead Like Me – So gut wie tot (Dead Like Me, Fernsehserie, 2 Episoden)
- 2005: Murder Unveiled (Fernsehfilm)
- 2006: Eight Days to Live (Fernsehfilm)
- 2006: Godiva’s (Fernsehserie, 3 Episoden)
- 2006: A Girl Like Me: The Gwen Araujo Story (Fernsehfilm)
- 2006: Alice, I Think (Fernsehserie, 5 Episoden)
- 2006: Merlin 2 – Der letzte Zauberer (Merlin’s Apprentice, Fernsehfilm)
- 2007: White Noise: Fürchte das Licht (White Noise 2: The Light)
- 2007: Seventeen and Missing (Fernsehfilm)
- 2007: The Bad Son (Fernsehfilm)
- 2007: Scar 3D (Scar)
- 2007–2008: Robson Arms (Fernsehserie, 6 Episoden)
- 2008: 7 Things to Do Before I’m 30 (Fernsehfilm)
- 2008: The Unquiet (Fernsehfilm)
- 2008: The Eye
- 2008: Der Todes-Twister (NYC: Tornado Terror, Fernsehfilm)
- 2008: Das Weihnachtshaus (Christmas Cottage)
- 2008: Free Style
- 2009: Dr. Dolittle 5 (Dr. Dolittle: Million Dollar Mutts)
- 2009: Wilde Kirschen – The Power Of The Pussy (Wild Cherry)
- 2009: Fringe – Grenzfälle des FBI (Fringe, Fernsehserie, 2 Episoden)
- 2010: Wie durch ein Wunder (Charlie St. Cloud)
- 2010: Degrassi: The Next Generation (Degrassi, Fernsehserie, 2 Episoden)
- 2010: Weihnachten des Herzens (November Christmas)
- 2011: Flashpoint – Das Spezialkommando (Flashpoint, Fernsehserie, Episode 3x11)
- 2011: Lloyd the Conqueror
- 2013: Vikingdom – Schlacht um Midgard (Vikingdom)
- 2017: Summer in the Vineyard (Fernsehfilm)
- 2017: Murder by Text (Fernsehfilm)
- 2017: The Good Doctor (Fernsehserie, Episode 1x09)
- 2019: Valentine in the Vineyard (Fernsehfilm)
- 2019: Chronicle Mysteries: The Deep End (Fernsehfilm)
- 2019: Mystery 101: Dead Talk (Fernsehfilm)
- 2020: Aurora Teagarden Mysteries: Reunited and It Feels So Deadly (Fernsehfilm)
- 2020: A Little Christmas Charm (Fernsehfilm)
- 2021: A Lethal Lesson (Fernsehfilm)
- 2021: A Christmas Miracle for Daisy (Fernsehfilm)
- 2022: Hot in Love (Fernsehfilm)
- 2022: Christmas Bedtime Stories (Fernsehfilm)
- 2023: Love in Glacier National: A National Park Romance (Fernsehfilm)
- 2023: Making Waves (Fernsehfilm)
- seit 2024: Sight Unseen (Fernsehserie)
- 2025: The Boy Who Vanished

## Synchronisationen
- 1994–1996: Hurricanes (Zeichentrickserie, 7 Episoden)
- 1997: The Rainbow Fish (Zeichentrickfilm)
- 1997–1998: Super Dave’s All Stars (Zeichentrickserie)
- 1998: Snowden: Raggedy Ann & Andy’s Adventure (Zeichentrickkurzfilm)
- 1998–1999: Shadow Raiders (Zeichentrickserie, 8 Episoden)
- 1998–1999: RoboCop: Alpha Commando (Zeichentrickserie, 40 Episoden)
- 1999: Simsalabim Sabrina (Sabrina: The Animated Series, Zeichentrickserie, 4 Episoden)
- 2000: Casper – Verzauberte Weihnachten (Casper’s Haunted Christmas, Zeichentrickfilm)
- 2002: Inspector Gadgets letzter Fall (Inspector Gadget's Last Case: Claw's Revenge, Zeichentrickfernsehfilm)
- 2003: Gadget and the Gadgetinis (Zeichentrickserie, 52 Episoden)
- 2004: Jammin' in Jamaica (Zeichentrickfilm)
- 2004: My Scene: Masquerade Madness (Zeichentrickkurzfilm)
- 2004: Polly Pocket: Lunar Eclipse (Zeichentrickkurzfilm)
- 2004: Kelly Dream Club (Zeichentrickserie, 2 Episoden)
- 2005: My Scene erobert Hollywood – Der Film (My Scene Goes Hollywood: The Movie, Zeichentrickfilm)
- 2005: Inspektor Gadget – Mission Flugsaurier (Inspector Gadget's Biggest Caper Ever, Animationsfilm)
- 2005: A Fairy Tale Christmas (Zeichentrickfilm)
- 2005: 2 Cool at the Pocket Plaza (Zeichentrickkurzfilm)
- 2006: Polly World – Polly Pocket in ihrer ersten Filmrolle (Polly World, Zeichentrickfilm)
- 2011–2012: RedaKai (Zeichentrickserie, 14 Episoden)
- 2017: Gigantic (Computerspiel)
- 2017: My Little Pony – Der Film (My Little Pony: The Movie, Zeichentrickfilm)
- 2018: My Little Pony Equestria Girls – Achterbahn der Freundschaft (My Little Pony Equestria Girls: Rollercoaster of Friendship, Zeichentrickfilm)